# Chris Deleu (personage)
Chris Deleu is een personage uit de Vlaamse soapserie Wittekerke dat werd gespeeld door Claude De Burie. Hij speelde deze rol in de eerste drie seizoenen, van 1993 tot 1995.

## Personage
Chris is de zoon van Marcel Deleu. Zijn moeder Rosa is al een paar jaar overleden. Zijn vader is eigenaar van café 'De Schorre'. Chris is verliefd op Patsy De Cleyn. Ze worden een koppel en maken zelfs trouwplannen. Chris is vaak bij Patsy thuis, waar ook haar stiefvader Jos Verlackt woont. Hij heeft Patsy vroeger proberen aan te randen en geilt nog steeds op haar en bespioneert haar en Chris regelmatig als ze vrijen. Jos helpt Chris aan een camionette zodat hij een eigen zaak kan beginnen. Als Wielemans zijn rentree maakt in Wittekerke gaat de aandacht van Patsy al snel naar hem en door Jos aangemoedigd wordt Chris jaloers. Patsy verzekert hem echter dat er niets is en de twee geven hun verlovingsfeest in een dancing die Wielemans hen aangepraat heeft. Na het feest wordt Patsy verkracht door Jos, maar kan zich de dader niet herinneren. Ze zoekt haar toevlucht bij Wielemans en aanvankelijk weet niemand waar ze is. Ze wil Chris niet meer zien en hij verneemt pas later wat er gebeurd is. Jos wordt vermoord door Patsy’s moeder Annie. De gebeurtenissen zijn zwaar voor Patsy en ze wil voorlopig niet verder met Chris. 
In het café leert Chris Astrid Méganck kennen, die probeerde zelfmoord te plegen. Hij en Katrien Coppens nemen haar onder hun hoede en vangen haar op. Astrid is zwanger en weet niet van wie, haar rijke ouders zullen er zeker op tegen zijn. Marcel neemt contact op met mevrouw Méganck die Astrid mee naar huis neemt. Chris zegt dat hij de vader is. De vader van Astrid biedt hem 250.000 BEF aan om uit haar leven te verdwijnen, maar dat wil hij niet. Als haar ouders haar adoptie of abortus willen aanpraten zegt Chris dat hij met haar wil trouwen. Ze trouwen en Patsy en Wielemans zijn zelfs aanwezig op het feest. Ze gaan in een huis van Astrids vader wonen en Chris gaat voor zijn immobiliënkantoor werken. Ze zijn erg gelukkig samen. Als Marcel liefdesverdriet heeft om Joke geven ze een feestje voor hem. Bij het opruimen heft Astrid een tafel en krijgt pijn in haar buik. Ze moet naar het ziekenhuis en verliest haar kindje. Omdat ze denkt dat Chris enkel met haar getrouwd is om de vader te zijn van haar kind gaat ze terug met haar ouders naar huis. Chris wil echter getrouwd blijven met Astrid en overhaalt haar om terug te keren. 
Later wordt ze opnieuw zwanger, nu van Chris. Na de geboorte van hun dochtertje Maya, sterft Astrid en blijft Chris alleen achter met Maya.

## Vertrek
Wanneer Stef Tavernier zich wil wreken op Bob Bauterse plaatst hij een bom onder de auto van Bob. Wanneer Chris en zijn stiefmoeder Naomi de auto even lenen gaat de bom af. Ze zijn allebei op slag dood.

## Familie
- Astrid Méganck (vrouw)
- Maya Deleu (dochter)
- Marcel Deleu (vader)
- Naomi (stiefmoeder)
- Rosa (moeder, nooit te zien geweest, was al overleden bij de start van de serie)